# Ronnie Pettersson
Ronnie Pettersson, född 6 mars 1971, är en svensk ishockeyspelare som spelade för Djurgårdens IF. Efter säsongen 2008/2009 meddelade han att han inte kommer fortsätta spela ishockey på elitnivå.

## Karriär
- 1990/1991 Djurgården Elitserien i ishockey 1990/1991
- 1990/1991 Nacka HK Division I i ishockey 1990/1991
- 1991/1992 Nacka HK Division I i ishockey 1991/1992
- 1992/1993 Huddinge IK Division I i ishockey 1992/1993, Allsvenskan i ishockey 1993, Kvalserien till Elitserien i ishockey 1993
- 1993/1994 Huddinge IK Division I i ishockey 1993/1994, Allsvenskan i ishockey 1994, Kvalserien till Elitserien i ishockey 1994
- 1994/1995 Huddinge IK Division I i ishockey 1994/1995, Allsvenskan i ishockey 1995, Kvalserien till Elitserien i ishockey 1995 J20 superelit
- 1995/1996 Huddinge IK Division I i ishockey 1995/1996, Allsvenskan i ishockey 1996, Kvalserien till Elitserien i ishockey 1996
- 1996-2009 Djurgården Elitserien i ishockey